# De tatoeage
De tatoeage is het derde stripalbum uit de Djinn-reeks en behoort samen met De favoriete, De dertig belletjes en De schat tot de Ottomaanse cyclus. De strip werd voor het eerst uitgegeven bij Dargaud in juli 2003. Het album is getekend door Ana Miralles met scenario van Jean Dufaux.